# Morze Kosmonautów
Morze Kosmonautów (ang. Cosmonauts Sea; ros. Море Космонавтов) – morze przybrzeżne Oceanu Południowego rozciągające się u brzegów Antarktydy Wschodniej. Znajduje się między Morzem Riiser-Larsena (zachód) a Morzem Wspólnoty (wschód).

## Charakterystyka
Morze to rozciąga się wzdłuż wybrzeży Ziemi Królowej Maud (Wybrzeże Księcia Olafa i Księcia Haralda) i Ziemi Enderby. Jego granice wyznaczają Półwysep Riiser-Larsena (33°45’ E) i przylądek Batterbee (53°48’ E); jest pokryte lodem morskim przez większą część roku.
Na wybrzeżu znajdują się stacje antarktyczne: rosyjska Mołodiożnaja i japońska Syowa.